# 辽宁铁道职业技术学院
辽宁铁道职业技术学院，是位于辽宁省锦州市的一所全日制普通高等职业院校，现有凌河、双凌两个校区。

## 历史
1948年11月，东北人民解放军铁道纵队第7、8大队锦州铁路局职工学校成立，以短期轮训为主。
1952年8月，转隶为铁道部锦州铁路职工学校，属中等技术学校。
1953年1月，更名为锦州铁路学校。
1955年6月，更名为铁道部锦州铁路运输学校，以培养车务和商务技术管理人员为主。
1958年10月，更名为锦州铁道学院，设大专部和中专部。
1962年6月，更名为锦州铁路运输学校。
1969年12月，与锦州铁路司机学校合并，更名为锦州铁路工人学校，设技工训练班。
1972年4月，更名为锦州铁路局中等专业学校，属中等技术学校。
1973年4月，析出锦州铁路司机学校，更名为锦州铁路运输学校。
2000年4月，实行“一个机构三块牌子”，即锦州铁路运输学校、锦州铁路职工培训基地、锦州铁路成人中等专业学校，改党委领导下的校长负责制为校长负责制。
2002年10月，大连铁道学院成教学院锦州分院挂牌。
2005年7月，由铁道部移交辽宁省人民政府，划归教育厅直属管理。
2008年1月，设立职业技能鉴定所。
2008年3月，更名为辽宁铁道职业技术学院，升格为高等职业院校。
2008年11月，北京交通大学辽宁铁道职业技术学院现代远程教育校外学习中心（点）挂牌。
2023年，在全国铁道类高职院校综合培养质量排名中位居第2名。

## 院系设置
现有二级学院7个，在校生9000余人，开设专业30余个。
- 铁道运输学院
- 电气信息学院
- 铁道工程学院
- 铁道机车学院
- 铁道车辆学院
- 通信工程学院
- 城市轨道交通学院

## 事件
2023年11月，辽宁铁道职业技术学院党委书记熊义涉嫌严重违纪违法，接受辽宁省纪委监委纪律审查和监察调查。
2025年4月，辽宁铁道职业技术学院发生刑事案件，有多人伤亡。